# Martin Kaymer
Martin Kaymer (Düsseldorf, 28 december 1984) is een Duitse golfprofessional. In 2011 was hij acht weken de nummer een van de wereld.

## Biografie

### 2005 - 2006
Als amateur won Kaymer het Central German Classic van de EPD Tour met een score van -19. Vanaf februari tot augustus 2006 speelde hij veertien toernooien op de EPD Tour, waarvan hij er vijf won en bij de anderen in de top 10 eindigt. Hij speelde de rest van het jaar op de Challenge Tour en won daar nog twee toernooien, de (eerste) Vodaphone Challenge in eigen land en de Open des Volcans in Frankrijk.

### 2007
Kaymer werd in 2007 15de op Madeira, 3de in Portugees Open, 7de in Frankrijk en 2de op de Scandinavian Masters. In de Portugese Masters maakte hij een ronde van 61 en eindigte op de 7de plaats. Bij de Volvo Masters op Valderrama werd hij 6de. Deze prestaties brachten hem op de 41ste plaats van de Order of Merit (OoM). Kaymer won dit jaar tevens de Sir Henry Cotton Rookie of the Year Award. In november 2007 haalde hij Bernhard Langer in met een 75ste plaats op de wereldranglijst.

### 2008

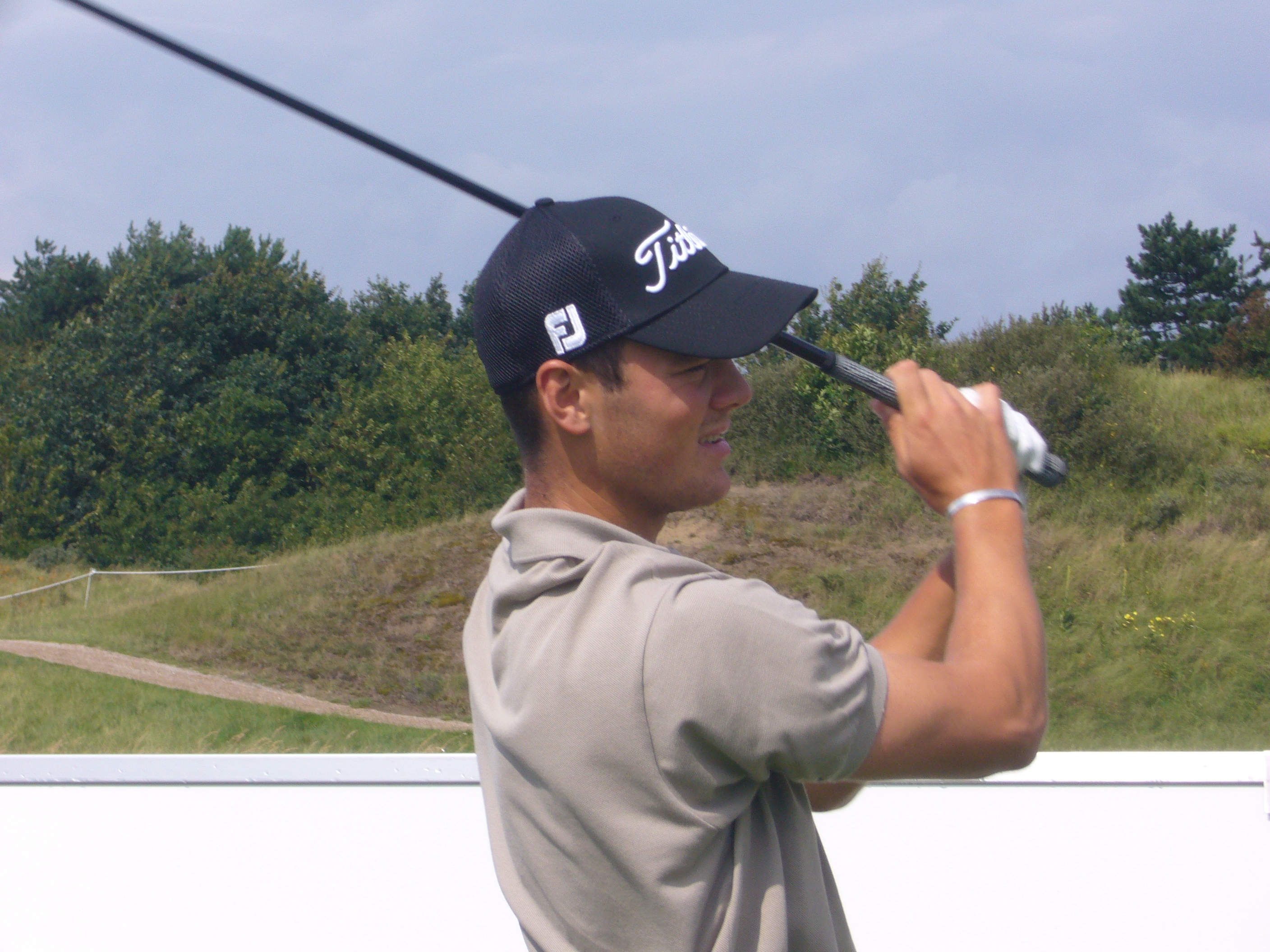
KLM Open 2008

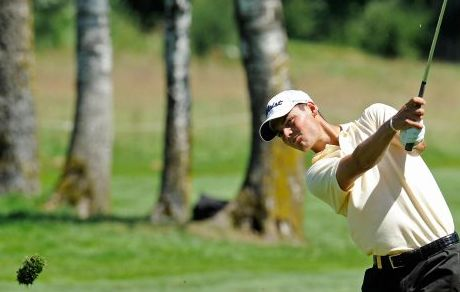
BMW Open 2008

Begin 2008 won Kaymer het Abu Dhabi Golfkampioenschap op de baan van Saadiyat Beach Golf. Hij werd daarna de jongste speler in de top 50 van de wereldranglijst. De top 50-positie bezorgde hem een uitnodiging voor The Masters. Twee weken later eindigde hij op de tweede plaats in de Dubai Classic, Tiger Woods net voorblijvend. In mei dat jaar won Kaymer in München de 20ste editie van het BMW International Open in een play-off tegen de Deen Anders Hansen, en steeg naar de 7de plaats op de OoM.

### 2009
In het Open de France behaalde Kaymer zijn derde zege op de European tour. Hij versloeg de Engelsman Lee Westwood in een playoff. Een week later won Kaymer Schots Open op Loch Lomond, waardoor hij eerste stond in de Race to Dubai. Hier behaalde hij uiteindelijk de derde plaats. In november speelde hij de World Cup met Alex Čejka.

### 2010-2011
Begin 2010 behaalde Kaymer zijn tweede overwinning in Abu Dhabi. In augustus dat jaar stond Kaymer op de 6de plaats van de Official World Golf Ranking. Hij speelde het Amerikaanse PGA Kampioenschap en won zijn eerste major in een play-off tegen Bubba Watson. In september won Kaymer het KLM Open op de Hilversumsche Golf Club en klom hij naar de 5de plaats op de wereldranglijst.
In 2011 won Kaymer  in Abu Dhabi, behaalde hij enkele goede top-10 plaatsen en nam hij de eerste plaats op de wereldranglijst over van Lee Westwood. Aan het einde van het seizoen won Kaymer de WGC - HSBC Champions en stond hij weer op de 3de plaats.

## Gewonnen

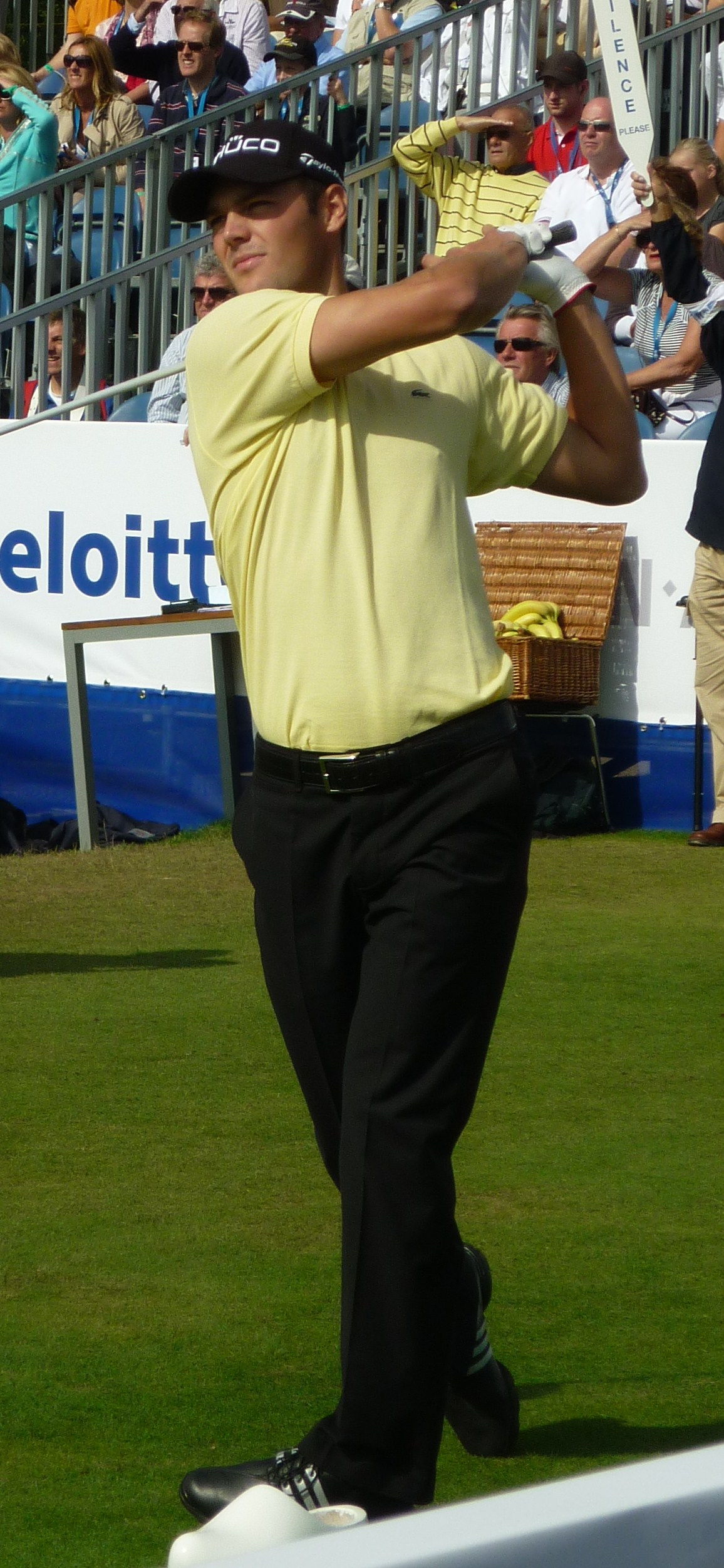
KLM Open 2010

| Jaar | Toernooi                     | Tour  | Baan/Land                   |
| ---- | ---------------------------- | ----- | --------------------------- |
| 2006 | Central German Classic       | EPD   | Duitsland                   |
| 2006 | Friedberg Classic            | EPD   | Duitsland                   |
| 2006 | Habsberg Classic             | EPD   | Duitsland                   |
| 2006 | Coburg Brose Open            | EPD   | Duitsland                   |
| 2006 | Gut Winterbrock Classic      | EPD   | Duitsland                   |
| 2006 | Hockenberg Classic           | EPD   | Duitsland                   |
| 2006 | Vodaphone Challenge          | CT    | Elfrather Mühle             |
| 2006 | Open des Volcans             | CT    | Frankrijk                   |
| 2008 | Abu Dhabi Golf Ch´ship       | ET    | Abu Dhabi Golf Club         |
| 2008 | BMW International Open       | ET    | Golfclub München Eichenried |
| 2009 | Open de France               | ET    | Le Golf National            |
| 2010 | Abu Dhabi Golf Ch'ship       | ET    | Abu Dhabi Golf Club         |
| 2010 | PGA Championship             | major | Whistling Straits           |
| 2010 | KLM Open                     | ET    | Hilversumsche Golf Club     |
| 2010 | Alfred Dunhill Links K'schap | ET    | St Andrews Links            |
| 2011 | Abu Dhabi HSBC Golf Ch'ship  | ET    | Abu Dhabi Golf Club         |
| 2011 | WGC - HSBC Champions         | ET/AT | Sheshan Golf Club           |

### Teams
- World Cup: 2009
- Ryder Cup: 2010, 2012